# 등기청구권
등기청구권(登記請求權)이란 등기권리자가 타방당사자인 등기의무자에 대하여 등기에 협력할 것을 청구할 수 있는 실체법상의 권리를 말한다. 등기법상의 권리, 즉 등기권리자가 자기명의로 등기를 하지 아니함으로써 등기의무자가 과세 등의 불이익을 받는 경우에, 등기권리자에 대하여 등기의무를 이행할 것을 청구할 수 있는 권리인 등기수취청구권 또는 등기인수청구권(부등법 제 29조)과 구별된다. 등기청구권은 채권적 청구권인가 물권적 청구권인가에 대해서 학계의 견해대립이 존재하고 있다.

## 등기신청권과 구별
국민이 국가기관인 등기관에 대하여 가지는 공법상 권리인 등기신청권과 구별된다.

## 판례
- 부동산의 매매로 인한 소유권이전등기청구권은 물권의 이전을 목적으로 하는 매매의 효과로서 매도인이 부담하는 재산권이전의무의 한 내용을 이루는 것이고, 매도인이 물권행위의 성립요건을 갖추도록 의무를 부담하는 경우에 발생하는 채권적 청구권으로 그 이행과정에 신뢰관계가 따르므로, 소유권이전등기청구권을 매수인으로부터 양도받은 양수인은 매도인이 그 양도에 대하여 동의하지 않고 있다면 매도인에 대하여 채권양도를 원인으로 하여 소유권이전등기절차의 이행을 청구할 수 없고, 따라서 매매로 인한 소유권이전등기청구권은 특별한 사정이 없는 이상 그 권리의 성질상 양도가 제한되고 그 양도에 채무자의 승낙이나 동의를 요한다고 할 것이므로 통상의 채권양도와 달리 양도인의 채무자에 대한 통지만으로는 채무자에 대한 대항력이 생기지 않으며 반드시 채무자의 동의나 승낙을 받아야 대항력이 생긴다[1]